# Kalenderstreit
Als Kalenderstreit werden die Auseinandersetzungen bezeichnet, die in der Folge der Ablehnung der 1582 erfolgten päpstlichen gregorianischen Kalenderreform durch die Protestanten ausbrachen.
Die Kalenderreform erstreckte sich über das gesamte Abendland. Protestanten, insbesondere zahlreiche Geistliche, weigerten sich, die von einem Papst ausgehende Anordnung zu akzeptieren und ihr zu folgen. In katholischen Ländern wurde der neue Kalender sofort, in evangelischen mit erheblicher Verzögerung, zum Teil erst im 18. Jahrhundert, eingeführt.
In der Folge feierten die Konfessionen das Osterfest an unterschiedlichen Tagen. In katholisch regierten Territorien mit evangelischem Bevölkerungsanteil (was beispielsweise durch einen Erbfall erfolgen konnte) erließen die katholischen Landesherren ein amtliches Verbot der „evangelischen“ Osterfeiertermine.